# حقيبة في صندوق

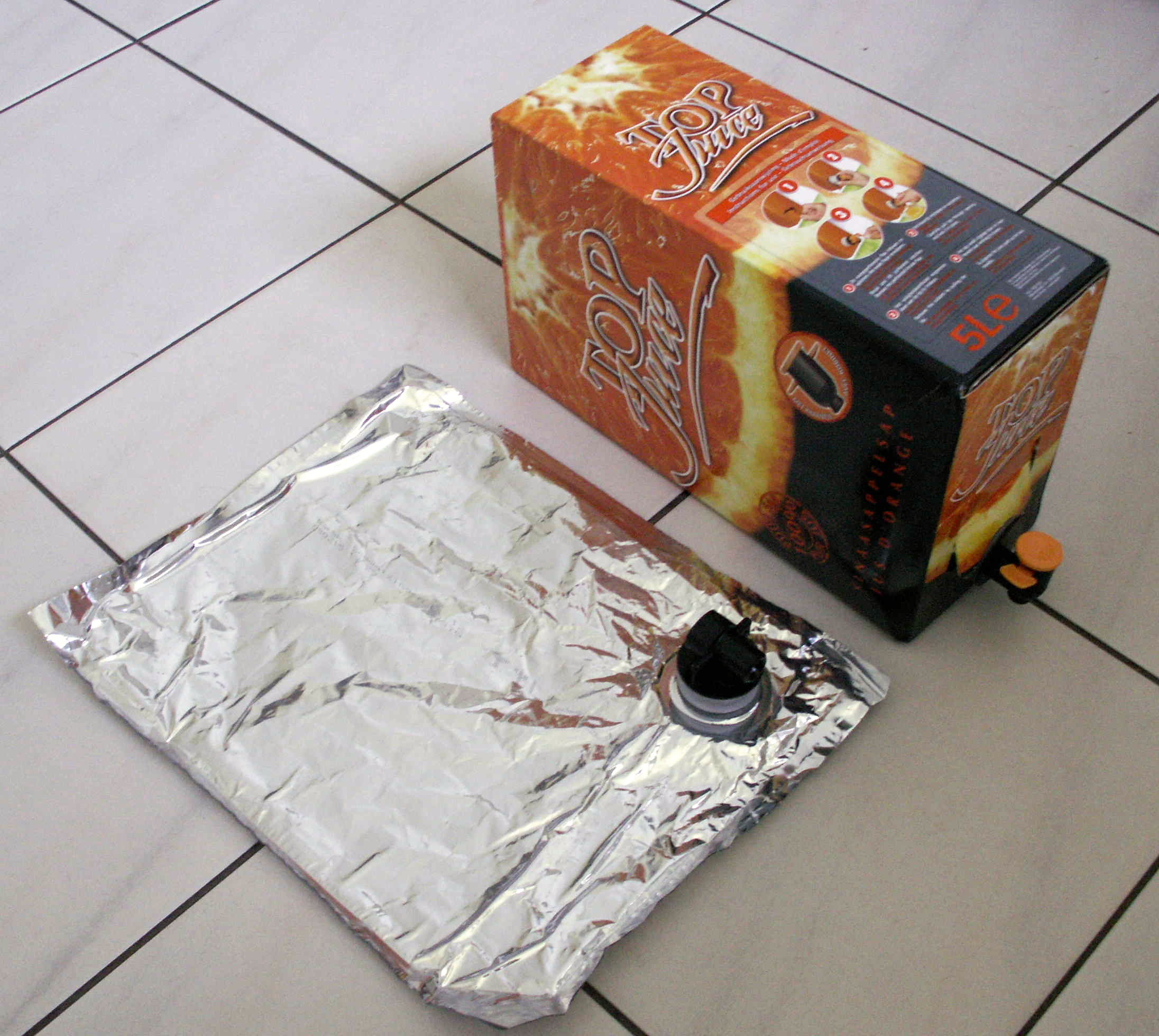

الحقيبة في الصندوق هو نوع من أنواع الحاويات التي تستخدم لتخزين ونقل السوائل. وتتكون من اكياس قوية مملوءة بالهواء (أو حاويات بلاستيكية) دائماً تصنع من طبقات عديده من الافلام الممعدنة ونوع اخر منالبلاستيك، المقاعد داخل الواح خشبية مموجه. هذه الحقيبة تُزود من الشركة التي تملئها كحقيبة فارغة صنعت مسبقاً. تملأ الشركة الحقيبة بمنتجاتها عموماً، تنزع الحنفية، تملأ الحقيبة (بالخمور، العصائر وسوائل أخرى) وتستبدل الحنفية، ومن ثم توضع الحقيبة في الصندوق. الحقائب متاحة كمفرده للماكينات الشبه تلقائيه أو كحقائب شبكيه، حيث ان الحقائب مثقوبه بين كل واحده والاخري. وهولاء يستخدموا في انظمه التعبئة الآلية حيث ان الحقيبة منفصله في خطوط في كلا الحالتين سواء قبل تعبئة الحقيبة أو بعد. اعتماداً علي اخر استخدام هناك عدد من الخيارات يمكن استخدامها في الحقيبة بدلاً من الحنفية. يمكن ان تمتلئ الحقائب بمنتجات مبرده تصل درجه حرارتها 85 سلسيوس.طرد حقيبه الصندوق يمكن ان يُصنع باستخدام تقنية تعبئة ختم النموذج. حيث تصنع الحقائب علي الإنترنت من بكرات الفيلم، ثم تدمج ثنيات الحنفية ثم يتم تعبئتها علي حشو رأس بشكل دائري متكامل.هذه التقنية مقتصرة حالياً علي تعبئة منتجات الخمور والعصائر المرطبة والمثلجة.

## التاريخ[عدل]
أول نظام تجارى للحقيبة في الصندوق اخترعه ويليم سكول عام 1955 للنقل الأمن وتوزيع حمض البطارية. وفي عام 1955 حث ويليم سكول علي حزم قاعه الشهرة لاختراعه.[1]

## الاستخدامات[عدل]
الحقيبة في الصندوق هو أكثر التطبيقات التجاريه انتشاراً. واحد من أشهر الاستخدامات لنظام الحقيبة في الصندوق للمستخدمين التجاريين تخزين العصائر لمصدر مشروب غير كحولي وتوزيع شحنه البهارات المخزنه مثل الكاتشب والمسترده في خدمه تصنيع الطعام خاصة في سوق الطعام السريع.تقنيه الحقيبة في الصندوق مازالت مُستخدمه بتطبيقها الاصلي لتصرف حمض الكبريتيك. لتعبئه بطاريات الرصاص الحمضيه في ورش العمل والاقسام. كما هو موضح ادناه، نظام الحقيبة في الصندوق يُنَفذ لتطبيقات المستهلك مثل صناديق الخمور. لتطبيقات الشراب التجارية، العميل يفتح نهايه واحده من الصندوق (احياناً عن طريق فتحه فُتحت مسبقاً) ويوصل رابط مناسب للمعدات في الحقيبة ليضخ محتوياتها. الاعدادات نفسها تحتوى علي صمام طريقة واحده الذي يفتح فقط بضغط من الواصل المرفق والذي يمنع تلوث المشروبات في الحقيبة. لتطبيقات المستهلك مثل صناديق الخمور، هناك حنفية بالفعل حالياً في الحقيبة، لذلك علي كل مستهلك تعيين موضع الحنفية خارج الصندوق.

## المميزات[عدل]
صفقة الحقيبة ف الصندوق محبوبه من المنتجين لأنها رخيصة، بالنظر الي وجهة النظر البيئية، الحقيبة ايضاً لها فوائد. تسمح الحقيبة بمحتويات 1.5 – 1000 لتر، لكي يقل الطرد أو الملصقات المطلوبه. والخامات تصنع من بلاستيك اخف من البلاستيك الآخر البديل علي شرط انها أفضل من نسخة اثر الاقدام.
______________________________